# Yakovlev Yak-3
O Yakovlev Yak-3 (em russo:  Я́ковлев Як-3) foi um caça soviético da Segunda Guerra Mundial. Robusto e de manutenção fácil, foi muito apreciado por pilotos e funcionários de solo. Foi um dos menores e mais leves caças principais de combate em campo. Sua alta razão de potência por peso o concedia um desempenho excelente. Provou ser um avião formidável para combate próximo entre aeronaves. Marcel Albert, ás francês da Segunda Guerra Mundial que voou o Yak na União Soviética com o grupo Normandie-Niémen, considerou ser uma aeronave superior se comparada ao P-51D Mustang e ao Supermarine Spitfire. Após o fim da guerra, foi utilizado pelas Forças Aéreas da Polônia e da Iugoslávia.

## Projeto e desenvolvimento
As origens do Yak-3 datam de 1941 quando o protótipo I-30 foi oferecido juntamente com o I-26 (Yak-1) como um projeto alternativo. O I-30, motorizado com um motor Klimov M-105P, foi construído inteiramente de metal, usando uma asa com diedro nos painéis mais exteriores. Assim como o Yak-1, tinha um canhão de 20 mm ShVAK que atirava através do eixo oco no spinner do nariz como um motornaya pushka, e duas metralhadoras sincronizadas de 7.62 mm ShKAS em uma capota na frente da cabine na fuselagem, mas foi também equipado com um canhão ShVAK em cada lado da asa. O primeiro dos dois protótipos foi equipado com slats para melhorar o desempenho em pistas curtas e a manobrabilidade, enquanto que o segundo protótipo tinha uma asa de madeira sem slats, afim de simplificar a produção. O segundo protótipo se acidentou durante os voos de teste e foi descomissionada. Apesar dos planos de colocar o Yak-3 em produção, a escassez de alumínio aeronáutico e a pressão da invasão nazista levou aos trabalhos no Yak-3 a serem abandonados no final do outuno de 1941.
Em 1943, a Yakovlev projetou o Yak-1M que era uma versão mais leve do Yak-1. Incorporava uma asa de desenho similar, mas com menos área de superfície de refinamentos aerodinâmicos, como a instalação de um radiador de óleo, da ponta as raízes da asa (uma das diferenças visuais do Yak-1, -7, -9). Um segundo protótipo do Yak-1M foi construído mais tarde naquele ano, sendo diferente da primeira pois tinha madeira compensada ao invés de tela cobrindo a fuselagem traseira, uma antena sem mastro, uma mira refletiva e melhor blindagem e sistema de arrefecimento. O piloto chefe de teste do projeto Petr Mikhailovich Stefanovskiy estava tão impressionado com a nova aeronave que recomendou que deveria substituir completamente o Yak-1 e o Yak-7, mantendo apenas o Yak-9 em produção para novos trabalhos com o motor Klimov VK-107. O novo caça, designado Yak-3 entrou em serviço no ano de 1944, posteriormente ao Yak-9 apesar do número de designação menor. A produção acelerou rapidamente, de forma que na metade do ano de 1946, 4.848 aeronaves haviam sido produzidas.
A designação Yak-3 foi também utilizada para outros projetos da Yakovlev - uma caça pesado bimotor proposto mas nunca construído e o Yakovlev Yak-7A.
Os primeiros 197 Yak-3 foram levemente armados com um único canhão motornaya pushka de 20 mm ShVAK e uma metralhadora sincronizada de 12,7 mm UBS, com as aeronaves subsequentes recebendo uma segunda UBS para um poder de fogo de 2,72 kg (6,0 lb) por segundo com munição explosiva. Todo o armamento foi instalado próximo do eixo da aeronave (o canhão atirava através do eixo do motor e as metralhadoras na fuselagem sobre o motor), tendo uma melhor precisão e deixando a asa sem carga.

## Histórico operacional
Mais leve e menor que o Yak-9 mas utilizando com o mesmo motor, o Yak-3 era um avião de fácil manobrabilidade que permitia erros, amado tanto por pilotos novatos como experientes, além dos funcionários de solo. Foi um caça robusto, de fácil manutenção e muito bem sucedido. Foi utilizado principalmente como um caça tático, voando baixo sobre os campos de batalha e se envolvendo em batalhas com outros aviões abaixo dos 4 km (13.000 ft).
A nova aeronave começou a chegar nas unidades da linha de frente durante o verão de 1944. Os testes em serviço do Yak-3 foram conduzidos pelo 91º IAP do 2º Exército do Ar, comandado pelo Tenente Coronel Kovalyov, em Junho e Julho de 1944. O regimento tinha a tarefa de manter a superioridade aérea. Durante 431 missões, 20 caças da Luftwaffe e três Ju 87 foram abatidos enquanto que as perdas soviéticas se limitaram a dois Yak-3 sendo abatidos. Uma grande batalha aérea se desenvolveu em 16 de Junho de 1944, quando 18 Yak-3 batalharam contra 24 aeronaves alemãs. Os caças soviéticos derrubaram 15 aeronaves alemãs, contra a perda de um Yak-3 destruído e um danificado. No dia seguinte, a atividade da Luftwaffe sobre a seção da frente havia cessado.
Em 17 de Julho de 1944, oito Yak atacaram uma formação de 60 aeronaves alemãs, incluindo caças de escolta. Na batalha, a Luftwaffe perdeu três Junkers Ju 87 e quatro Bf-109G, sem perda alguma de Yaks. Consequentemente, a Lufwaffe emitiu uma ordem de "evitar combate abaixo de cinco mil metros com caças Yakovlev sem a entrada de ar sob o nariz!" Os caças da Luftwaffe em combate com o Yak-3 tentaram usar táticas surpresa, atacando por cima.
Alguns problemas não foram resolvidos durante a guerra do Yak-3, como a de as superfícies de madeira compensada que se soltavam quando a aeronave mergulhava em alta velocidade. Outros pontos negativos da aeronave eram o curto alcance e baixa confiabilidade do motor. O sistema pneumático para atuação do trem de pouso, flaps e freios, típico de todos os caças Yakovlev da época, era problemático. Apesar de menos confiável que alternativas hidráulicas ou elétricas, o sistema pneumático era preferido devido a ganhos significativos de peso. No dia 17 de Setembro de 1944, alguns FW-190 atacaram uma formação de três Yak-3 do 66º IAP sobre Riga, Letónia, vindo do sol e derrubando duas aeronaves soviéticas. Seis dias depois, o mesmo regimento recebeu sua vingança quando uma formação de Yak-3 liderada pelo Major I. Vitkovskiy derrubou sete Focke-Wulf 190 em um único combate.
Em 1944, o grupo Normandie-Niemen se equipou com os Yak-3, conquistando com ele suas últimas 99 de 273 vitórias aéreas contra a Luftwaffe.

## Variantes

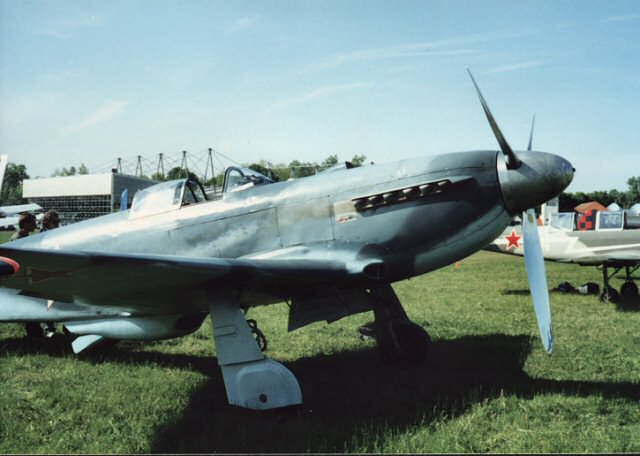
Yakovlev Yak-3 (réplica), com hélice de rotação oposta

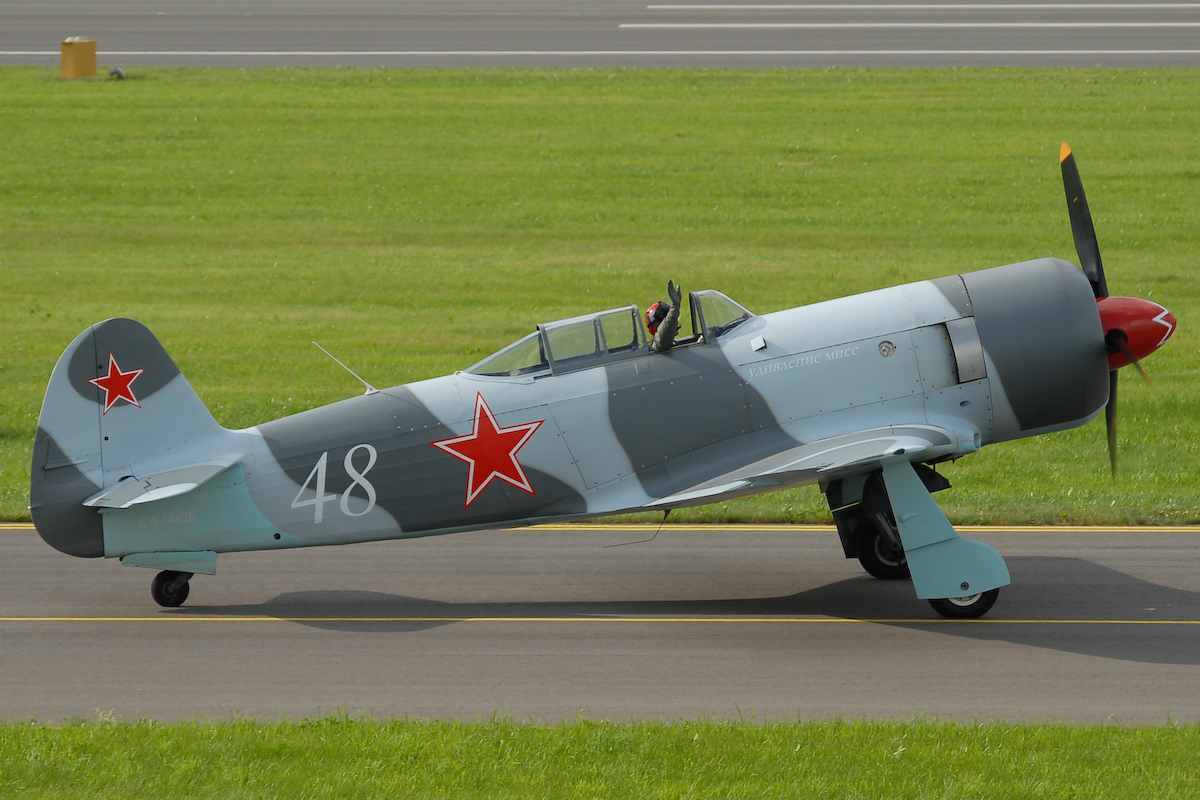
Yakovlev Yak-3UPW produzido em 2002 com o motor radial Pratt & Whitney R-1830 Twin Wasp

Yak-3Versão principal de produção
Yak-3 (VK-107A)Com o motor Klimov VK-107A de 1 230 kW (1 650 hp) e 2× canhões de 20 mm Berezin B-20 com 120 cartuchos. Após vários protótipos de construção mista, 48 aeronaves inteiramente de metal foram construídas em 1945 e 1946 após a Segunda Guerra Mundial. Apesar de seu excelente desempenho (720 km/h a 5.750 m), serviu de forma limitada no 897º IAP. Apesar dos problemas com o superaquecimento do motor VK-107, foi decidido manter os motores para o Yak-9.
Yak-3 (VK-108)Yak-3 (VK-107A) modificado com um motor VK-108 com 1 380 kW (1 850 hp), e armado com um único canhão de 23 mm Nudelman-Suranov NS-23 com 60 cartuchos. A aeronave atingia 745 km/h (402 kn) a 6 290 m (20 600 ft) nos testes, mas sofria de um significante superaquecimento do motor. Outro Yak-3 com 2× canhões de 20 mm Berezin B-20 também foi adaptado, tendo o motor resultados similares de superaquecimento.
Yak-3Kdestruidor de tanques, com um canhão de 45 mm Nudelman-Suranov NS-45, apenas alguns construídos pelo fato de o Yak-9K ser melhor adaptado a esta arma.
Yak-3PProdução iniciada após a guerra armado com 3× canhões de 20 mm Berezin B-20 com 120 cartuchos para o canhão do meio e 130 para os laterais. Um total de 596 aeronaves foram construídas, sem nenhuma delas entrarem em combate. O armamento de três canhões com carga total de munição era ainda 11 kg (24 lb) mais leve que o Yak-3 padrão e a capacidade de tiro de um segundo de 3.52 kg (7.74 lb) era maior que a maioria dos caças contemporâneos.
Yak-3PDinterceptador de alta altitude com um motor Klimov VK-105PD e um único canhão de 23 mm Nudelman-Suranov NS-23 com 60 cartuchos, atingindo 13 300 m (43 600 ft) em testes, mas não entrou em produção devido a baixa confiabilidade do motor.
Yak-3RD (Yak-3D)aeroanve experimental com um foguete de combustível líquido Glushko RD-1 como motor auxiliar com um empuxo de 2,9 kN (650 lbf) na cauda modificada, armado com um único canhão de 23 mm Nudelman-Suranov NS-23 com 60 cartuchos. No dia 11 de Maio de 1945, a aeronave atingiu 782 km/h (422 kn) a 7 800 m (25 600 ft). Durante o voo de teste do dia 16 de Agosto, a aeronave se acidentou por razões desconhecidas, matando o piloto de teste V.L. Rastorguev. Como todas as aeronaves de motorização mista da época, o projeto foi abandonado em favor dos motores turbojato.
Yak-3Tversão destruidora de tanque, armado com 1× canhão de 37 mm Nudelman N-37 com 25 cartuchos e 2× canhões de 20 mm Berezin B-20S com 100 cartuchos. A cabine de pilotagem foi movida 0,4 m (1 ft 4 in) para trás para compensar o nariz mais pesado. Modificações no motor foram requeridas para aceitar as armas em razão de vários problemas de superaquecimento que nunca foram corrigidos e a aeronave não avançou do estágio de protótipo.
Yak-3T-57um único Yak-3T equipado com um canhão de 57 mm OKB-16-57
Yak-3TKmotorizado com um motor VK-107A, e equipado com um turbocompressor na exaustão.
Yak-3UYak-3 equipado com um motor radial Shvetsov ASh-82FN de 1 380 kW (1 850 hp) em uma tentativa de aumentar o desempenho e evitar os problemas de superaquecimento dos motores VK-107 e VK-108. A envergadura foi aumentada em 20 cm (8 in), com a asa sendo movida 22 cm (9 in) para frente e a cabine aumentada em 8 cm (3 in). O armamento era composto de 2× canhões 20 mm Berezin B-20 com 120 cartuchos. O protótipo atingiu 682 km/h (368 kn) a 6 000 m (19 700 ft) e apesar de ser bem-sucedido, não entrou em produção pois foi concluído após o fim da guerra. Voando com uma versão de produção modificada Yak-3UPW motorizado com um motor Pratt & Whitney R-2000, William Whiteside atingiu um recorde mundial de velocidade para aeronaves a pistão na categoria de menos de 3.000 kg (6.615 lb) em 10 de Outubro de 2011, atingindo 655 km/h (354 kn) em um circuito de 3 km em Bonneville Salt Flats no estado de Utah nos Estados Unidos, excedendo bastante o recorde anterior de 491 km/h (265 kn) mantido em 2002 por Jim Wright. No dia seguinte, Whiteside usou a mesma aeronave para atingir um recorde não oficial para aeronaves desta categoria de 670 km/h (362 kn) no mesmo circuito.
Yak-3UTItreinador convertido com dois assentos baseado no Yak-3U motorizado com um motor radial Shvetsov ASh-21. A aeronave tornou-se o protótipo do Yak-11.

## Operadores
FrançaEsquadrão Normandie-Niemen
 PolóniaForça Aérea do Exército Polonês
 União SoviéticaForça Aérea Soviética
 IugosláviaForça Aérea da Iugoslávia
- 111º Regimento de Aviação de Caça (1944–48)
- 113º Regimento de Aviação de Caça (1945–48)
- 112º Regimento de Aviação de Caça (1945–48)
- 254º Regimento de Aviação de Caça (1944–48)
- 83º Regimento de Aviação de Caça (1948–52)
- 116º Regimento de Aviação de Caça(1948–52)
- 185º Regimento de Aviação Mista (1949–52)
- 198º Regimento de Aviação de Caça (1949–52)
- 208º Regimento de Aviação de Caça (1949–50)

## Caças Yak de produção moderna

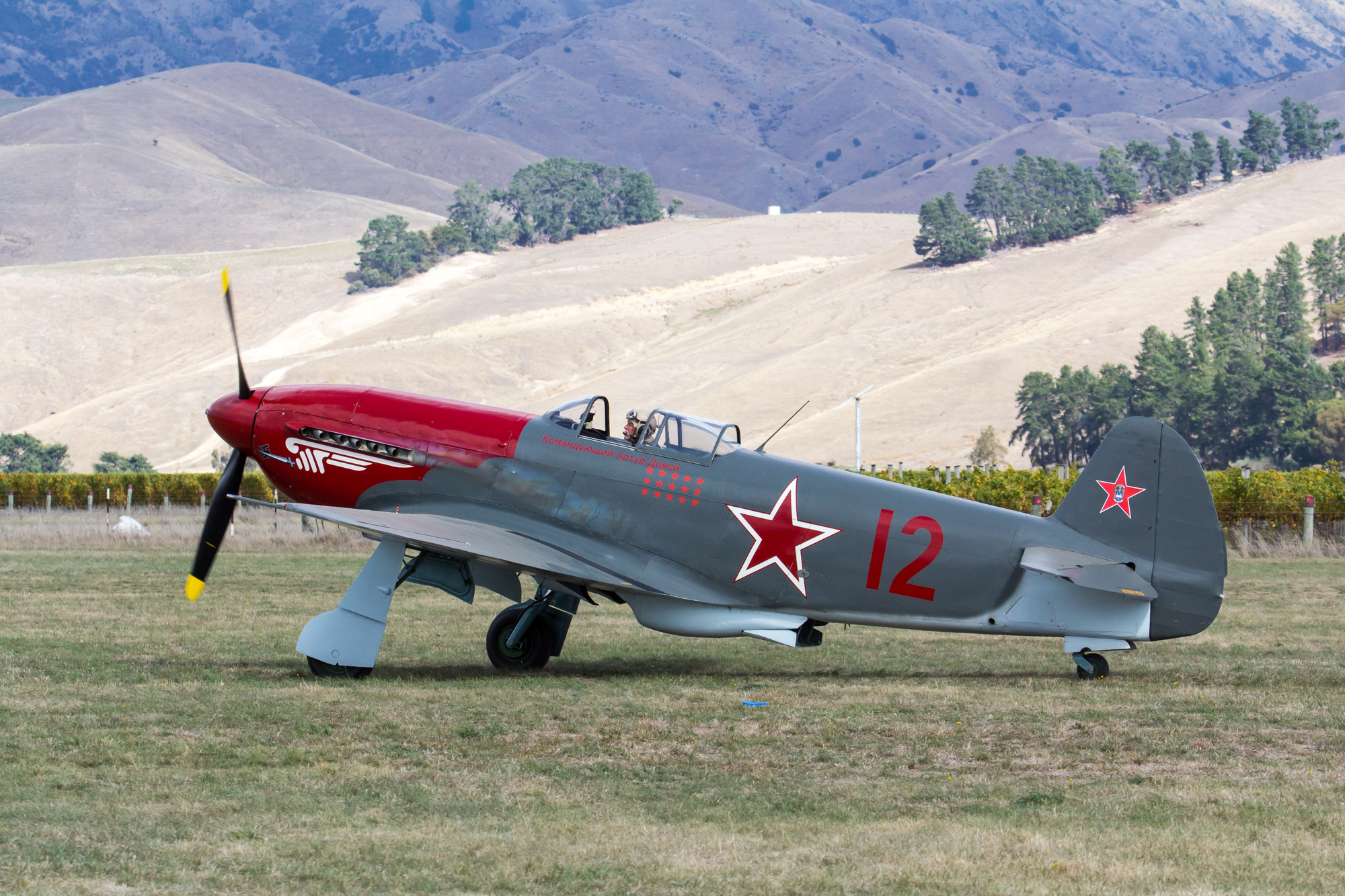
Yakovlev Yak-3M ZK-YYY, no show aéreo de caças clássicos de 2015 em Blenheim, Nova Zelândia

De 1991 a 2002 foram produzidos 21 Yakovlev Yak-3, Yak-7 e Yak-9 na antiga União Soviética usando os planos e gabaritos originais. Estas aeronaves foram motorizadas por motores americanos Allison V-1710 ou Pratt & Whitney R-1830 Twin Wasp no lugar do Klimov V-12 utilizado durante a guerra. Várias destas aeronaves são aeronavegáveis, sendo sua maioria baseada nos Estados Unidos, mas com unidades também na Alemanha e Austrália. Outras foram convertidas para "Yak-3U" a partir de Yak-11 originais para proprietários privados e museus.